# 敦賀まつり
敦賀まつり（つるがまつり）は、福井県敦賀市で開催される祭事であり、市内中心部である敦賀駅前商店街で行われる敦賀の大型イベントの1つである。「けいさん祭り」とも呼ばれる。
なお、けいさん とは気比神宮のことを指す。この祭りは気比神宮の秋季例大祭であるが、いまでは敦賀市民の祭りであると認知されている。

## 概要
毎年9月のはじめに行われる祭りであり、県内はもとより県外からも多くの人々が訪れる。カーニバル・踊り・伝統行事などが催される。
商店街のアーケードの軒下には所狭しと屋台や商店が並べられ、さまざまな食べ物やおもちゃが売られる。また、気比神宮内にも屋台や商店、そしてお化け屋敷などの見世物が設置される。なお、この祭りは敦賀市民にとっては夏の終わりを知らせる風物詩となっている。
市内の小学校や中学校では夏休みが終わったあとにこの祭りが開催されるが、小学生と中学生はこの祭りに参加する関係で休校となる日がある。なお、祭りのピーク時は普段では考えられないほどの人が集中するのでアーケード街は人で埋め尽くされる。特に、気比神宮の入り口ではこれが顕著となる。

## まつり会期
メインとなるのは9月4日の「例大祭」であるが、9月2日の「宵宮祭」と9月3日の「神幸祭」もそれと同じように賑わう。

## 会場
敦賀駅前の各商店街（本町一丁目・本町二丁目・神楽町一丁目・相生の全域と駅前の一部）および気比神宮交差点の東側と神楽町二丁目の一部。

## 催し
会期中は商店街などの道路を封鎖し、下記の各イベントが行われる。なお、雨天の場合は一部のイベントが中止となる。
- バンド演奏（高校生やバンド仲間による舞台演奏）
- 歩行者天国
- みこし
- 民謡踊りの夕べ
- 鉄砲隊の再現
- カーニバル大行進
- パレード
- 宵山巡行
- 神輿渡御
- 山車（）巡行

## バスの運行
祭りの期間中も運行されるが、交通規制により迂回運行となる時間帯があるため（同時間帯は）気比神宮付近の各停留所で乗降りすることが出来ない。このため、同神宮付近を経由する一部路線は臨時停留所が設けられる。

## その他
- 2020年 - 2022年は新型コロナウイルスへの感染拡大を防ぐため開催中止となったが[注 2][7][8]、2022年は代替イベントとして「つるがこども縁日」、「HON-ICHI（）プロジェクト」、「相生祭」が開催された[9][10]。